# Microlestes espanoli
Microlestes espanoli es una especie de escarabajo de la familia Carabidae.

## Distribución geográfica
Es endémico de la península ibérica (Cataluña, España).